# Ivo Dawson
Ivo Dawson (13 de outubro de 1879 — 7 de março de 1934 (54 anos)) foi um ator britânico da era do cinema mudo.
Dawson nasceu em Rutland, Inglaterra, Reino Unido e faleceu em Los Angeles, Califórnia, Estados Unidos.[carece de fontes?]

## Filmografia selecionada
- The Miracle of Love (1919)
- The Truth About Husbands (1920)
- The Great Adventure (1921)
- The Princess of New York (1921)
- Onder spiritistischen dwang (1921)
- The Green Caravan (1922)
- Bentley's Conscience (1922)
- Diana of the Crossways (1922)
- Out to Win (1923)
- The Woman Who Obeyed (1923)
- Straws in the Wind (1924)
- After the Verdict (1929)
- The Hate Ship (1929)